# Jeff Chandler

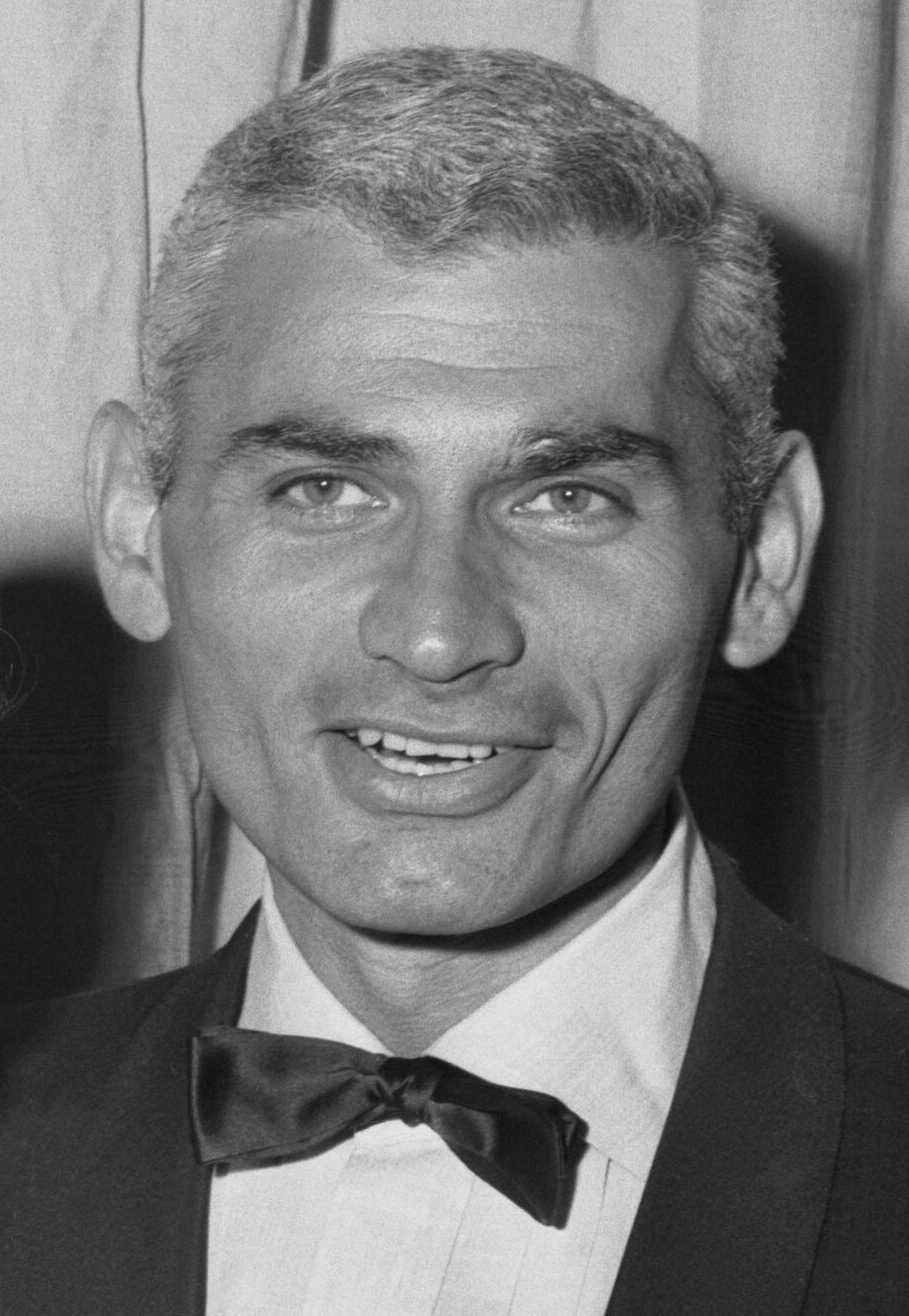
Jeff Chandler (1955)

Jeff Chandler eg Ira Grossel, född 15 december 1918 i Brooklyn, New York, död 17 juni 1961, var en amerikansk skådespelare och sångare.
Chandler dog av en blodförgiftning under en ryggmärgsoperation.

## Filmografi i urval
- 1945 – Badflickan
- 1950 – Den brutna pilen
- 1953 – I djungelns våld
- 1957 – I skuggan av ett mord
- 1961 – Skandal i Peyton Place
- 1962 – Operation Burma